# Gabar
Gabar (bulgarisch Габър) ist ein bulgarisches Dorf in der Gemeinde Sosopol, Provinz Burgas. Das Dorf liegt inmitten des Strandscha-Gebirges. Das Dorf liegt ca. 50 km westlich des Gemeindezentrums Sosopol und ca. 30 km südwestlich der Großstadt Burgas. Eine direkte Straßenverbindung zum Gemeindezentrum Sosopol gibt es nicht. Bis 1934 trug das Dorf den Namen Dschemeren (bulg. Джемерен).